# 淀粉碘化钾试纸

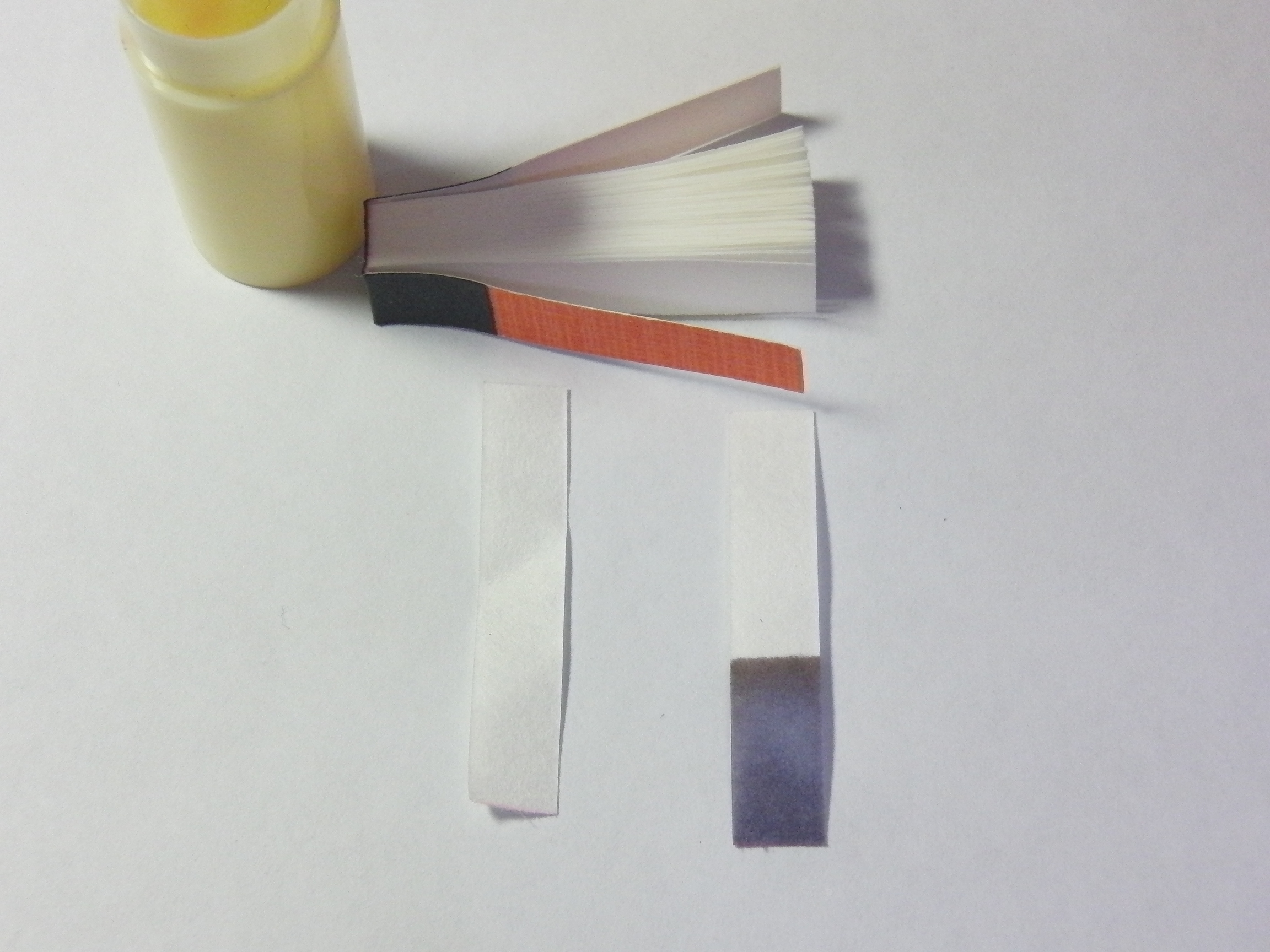
碘化鉀澱粉試紙使用前為白色(左)，使用後呈現藍黑色(右)。

淀粉碘化钾试纸（英語：potassium iodide-starch test paper）是一种检验氧化剂的化学用品。被检测物质如果具有较强的氧化性(相對於單質碘)，将与碘化钾发生氧化还原反应生成单质碘，生成之單質碘又與澱粉形成深藍色的络合物，达到检测待測物質之氧化能力的目的。

## 特性
待測物質之氧化力需大於單質碘才會起作用。如：雙氧水、次氯酸鈉、氯氣、亞硝酸......等等。
不宜在溫度超過40℃之環境下使用，因為，碘-澱粉錯合物可在此環境下分解，而藍色會消失。